# Маршрут 606 (Афганістан)
Маршрут 606, також відомий як шосе Деларам-Зарандж, також офіційно позначений як NH49 — шосе в Афганістані довжиною 218 км  в провінції Німруз, що з'єднує округ Деларам в Афганістані з кордоном Ірану. Протилежний шлях йде на південь біля Заранджа, Афганістан. Це одна з найбільш завантажених доріг в Афганістані і забезпечує важливий торговий шлях між Іраном та рештою Азії. Був розроблений Індійською організацією прикордонних доріг.
Шосе Деларам–Зарандж, також відоме як Маршрут 606, — двосмугова дорога завдовжки 135 миль в Афганістані, що сполучає Зарандж у провінції Німруз, поблизу кордону з Іраном, із Деларамом у сусідній провінції Фарах. Сполучає афгансько-іранський кордон із шосе Кандагар–Герат у Деларамі, яке забезпечує сполучення з іншими великими містами Афганістану через A01. Маршрут 606 скорочує час у дорозі між Деларамом і Заранджом із попередніх 12–14 годин до лише 2 годин.
Від Заранджа шосе з'єднується з Заболом через кордон в Ірані. Забол добре пов'язаний дорогою з портом Чабахар. Таким чином, шосе надає Афганістану, що не має виходу до моря, альтернативний шлях доступу до Аравійського моря та Перської затоки, замість того, щоб покладатися виключно на пакистанські маршрути. «Дорога набагато коротша та стабільніша, ніж будь-який із маршрутів у Пакистані, що робить її, можливо, найефективнішим засобом дістатися до Афганістану».

## Маршрут
Північна кінцева зупинка маршруту 606 з’єднується з кільцевою дорогою в Деларамі на західному кінці Деларамського базару. Південна кінцева станція знаходиться на кордоні з Іраном біля міста Зарандж, столиці провінції Німруз. Дорога проходить через райони Деларам, Чанхансур, Хаш Род і Зарандж. Перетинається з шосе 515 поблизу Деларам.

### Ключові точки
- Північна кінцева зупинка (Деларам на шосе 1): 32°10′11.17″ пн. ш. 63°23′01.61″ сх. д. / 32.1697694° пн. ш. 63.3837806° сх. д.[5]
- Перетин з трасою 515: 32°09′45.55″ пн. ш. 63°22′41.78″ сх. д. / 32.1626528° пн. ш. 63.3782722° сх. д.[6]
- Районний центр Зарандж: 30°57′36.81″ пн. ш. 61°51′36.05″ сх. д. / 30.9602250° пн. ш. 61.8600139° сх. д.[7]
- Південна кінцева станція (кордон Ірану): 30°57′01.51″ пн. ш. 61°48′37.78″ сх. д. / 30.9504194° пн. ш. 61.8104944° сх. д.[8]

## Історія
Індія допомогла побудувати дорогу, відому як Маршрут 606 у 2009 році в обхід Пакистану під час комерційної торгівлі, вартістю 152 мільйони доларів США. Ці покращення полягали в асфальтуванні дороги, але часті бої в цьому районі через війну в Афганістані перешкоджали будівництву.
Шосе було спроектовано та побудовано Індійською організацією прикордонних доріг (BRO). Шосе було відкрито для громадськості 22 січня 2009 року президентом Афганістану Хамідом Карзаєм.
Понад 300 інженерів і техніків BRO були задіяні на проекті у супроводі 70 співробітників індо-тибетської прикордонної поліції (ITBP) для їх безпеки.
Будівництво шосе почалося в 2005 році, але просувалося повільно, оскільки воно було об’єктом частих атак повстанців. 135 людей, які працювали на дорозі, були вбиті під час таких нападів, у тому числі 129 афганців та 6 індійців. Серед загиблих двоє співробітників BRO і 4 співробітника ITBP.